# Equitius manicatum
Equitius manicatum is een hooiwagen uit de familie Triaenonychidae.